# Luxor Hotel

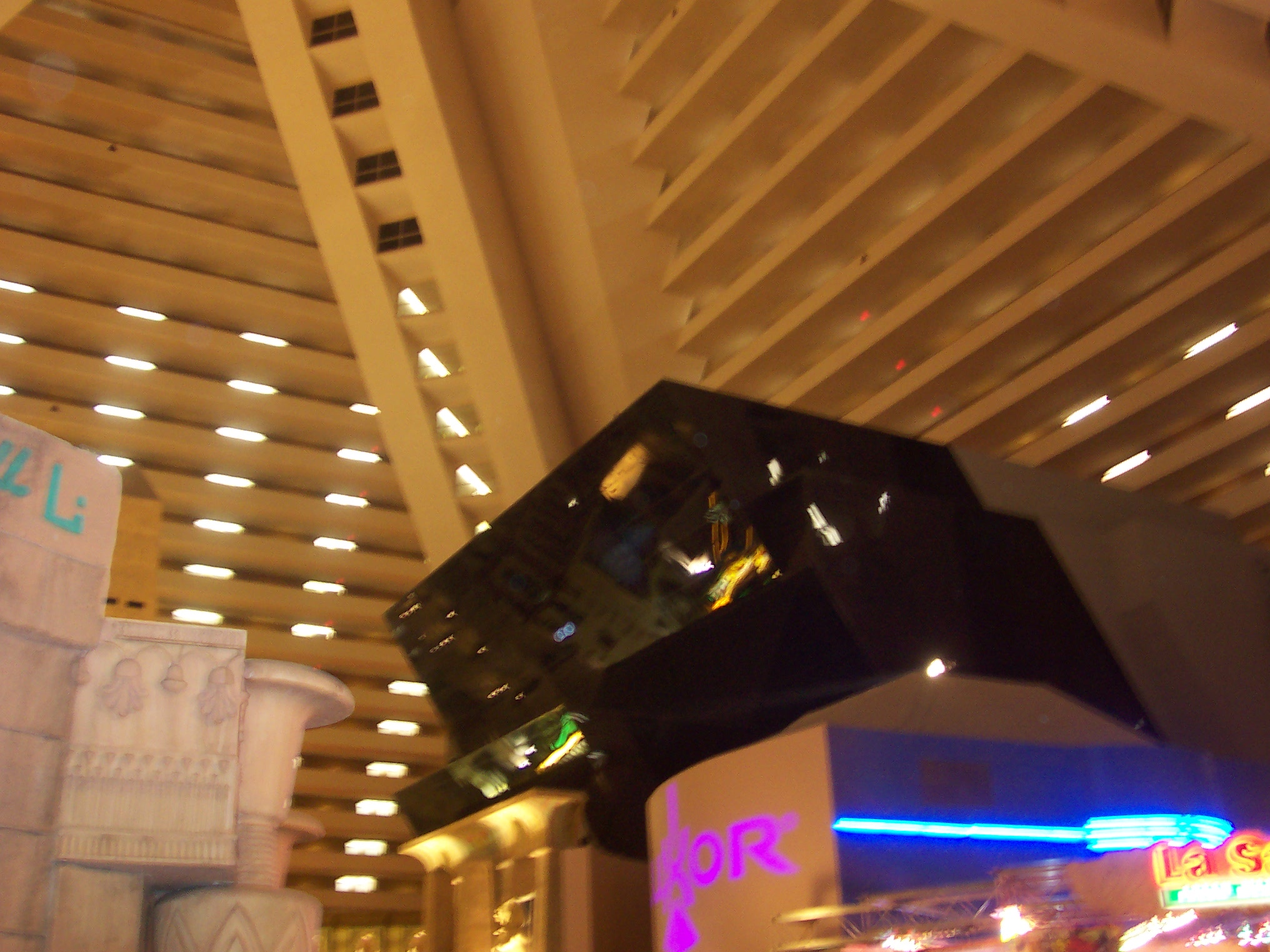
Vista desde el interior del hotel. El gran objeto negro eran los teatros IMAX.

El Luxor Hotel es un hotel y casino localizado en el Strip de Las Vegas en Paradise, Nevada. Fue uno de los primeros megaresorts completamente alusivo a un tema. Las excavaciones para el Luxor empezaron en 1991, el mismo año en el que empezó el Treasure Island y el actual MGM Grand. Su tema es del Antiguo Egipto y contiene un total de 4408 habitaciones todas ordenadas en su interior como una pirámide hueca y con dos torres ziggurat gemelas que fueron construidas después. El hotel se llama así por la ciudad Luxor (antigua Tebas) en Egipto, por el Valle de los Reyes, Karnak y el Templo de Luxor, y otros monumentos faraónicos, pero no por las pirámides, puesto que ninguna de ellas tiene ese nombre.

## Localización e historia
El Luxor está localizado hacia el sur y final del strip de Las Vegas, enfrente del Aeropuerto Internacional Harry Reid. El hotel está rodeado por el Mandalay Bay al sur y por el Excalibur al norte; los tres están conectados por monorrail y tranvías locales. Las tres propiedades fueron construidas por Circus Circus Enterprises, que después se convirtió en Mandalay Resort Group. 
Cuando se inauguró el 15 de octubre de 1993, la pirámide fue el edificio más alto del strip; y se gastaron $375 millones en la construcción. Un teatro y dos torres adicionales con 2000 habitaciones fueron agregadas en 1998 por $675 millones. En junio de 2004, el Mandalay Resort Group fue comprado por MGM Mirage, agregando este hotel como uno de los mejores del "Strip".
Este casino aparece en el juego Grand Theft Auto: San Andreas, en el strip de Las Venturas, como el casino The Camel's Toe. También aparece en el juego Urban Strike, desarrollado para la consola SEGA Megadrive/Genesis en 1994. Dentro del nivel 7 (Las Vegas) se representa a The Strip con varias recreaciones de los casinos y hoteles, entre ellos el Luxor.
Además es mencionado varias veces en Las Vegas (NBC).

## En la cultura popular

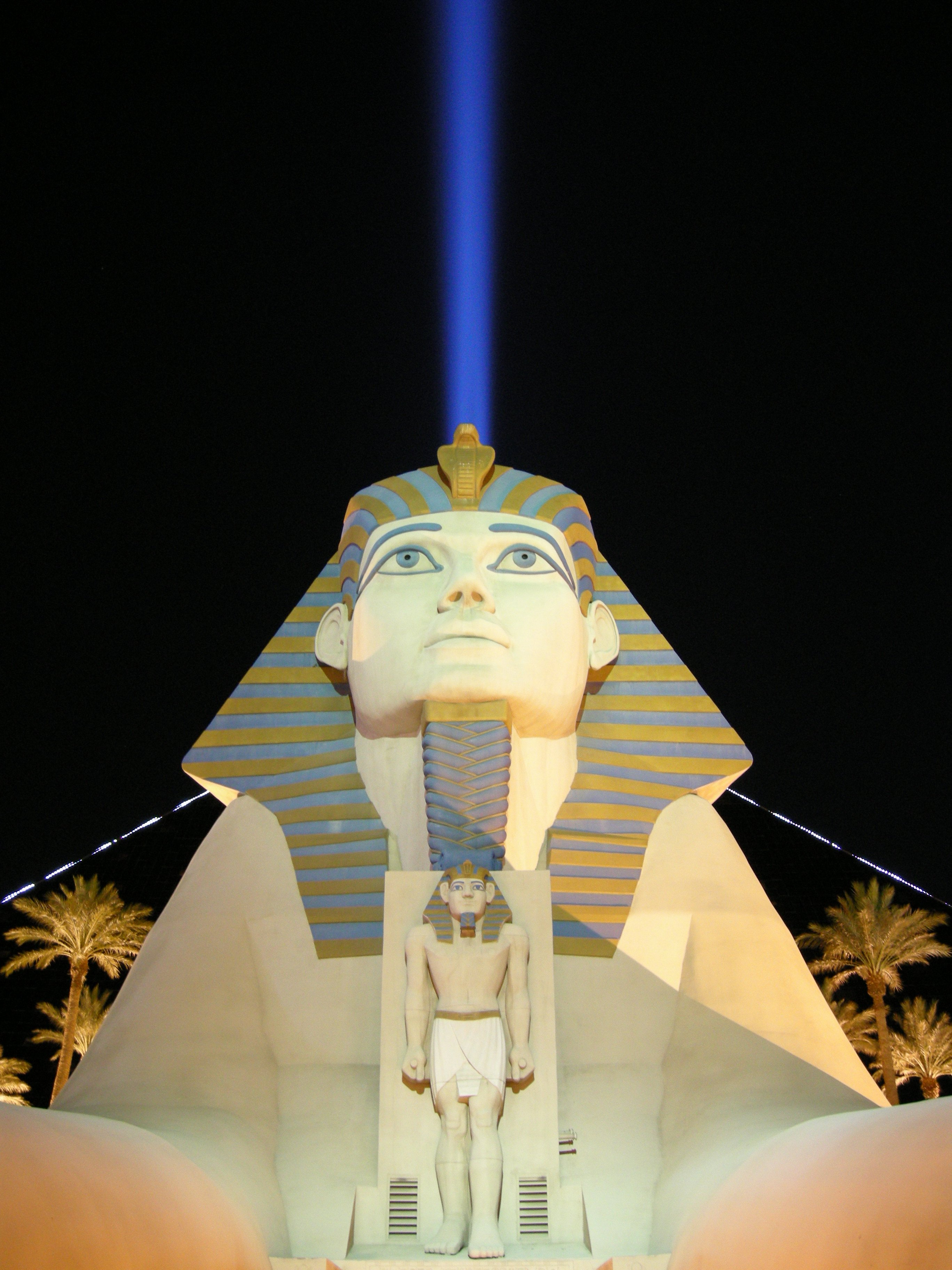
Hotel Luxor

El Luxor suele ser considerado un ejemplo destacado de la arquitectura posmoderna de la década de 1990, y su esfinge apareció en la portada del libro Architecture Today del académico de arquitectura James Steele. El complejo ha aparecido en numerosas películas, incluyendo Showgirls (1995), Synthetic Pleasures (1996), y Mars Attacks! (1996). En Up in the Air (2009), al personaje principal, Ryan Bingham, se le pide que se tome una foto frente al Luxor. Una versión futurista y abandonada de la pirámide se muestra en Blade Runner 2049 (2017), junto con otros famosos lugares emblemáticos en un Las Vegas postapocalíptico.
Will Smith filmó el videoclip de "Gettin' Jiggy wit It" (1998) en el vestíbulo del hotel y frente a su esfinge. El complejo también fue destacado en los programas de televisión Fear Factor, Criss Angel Mindfreak, y CSI. Una réplica del Luxor, llamada "The Camel's Toe", apareció en la zona de Las Venturas del videojuego Grand Theft Auto: San Andreas (2004). El videojuego Call of Duty: Ghosts (2013) también presenta una misión ambientada en Las Vegas, que incluye un casino de temática egipcia inspirado en el Luxor.